# Tierra de la Bañeza

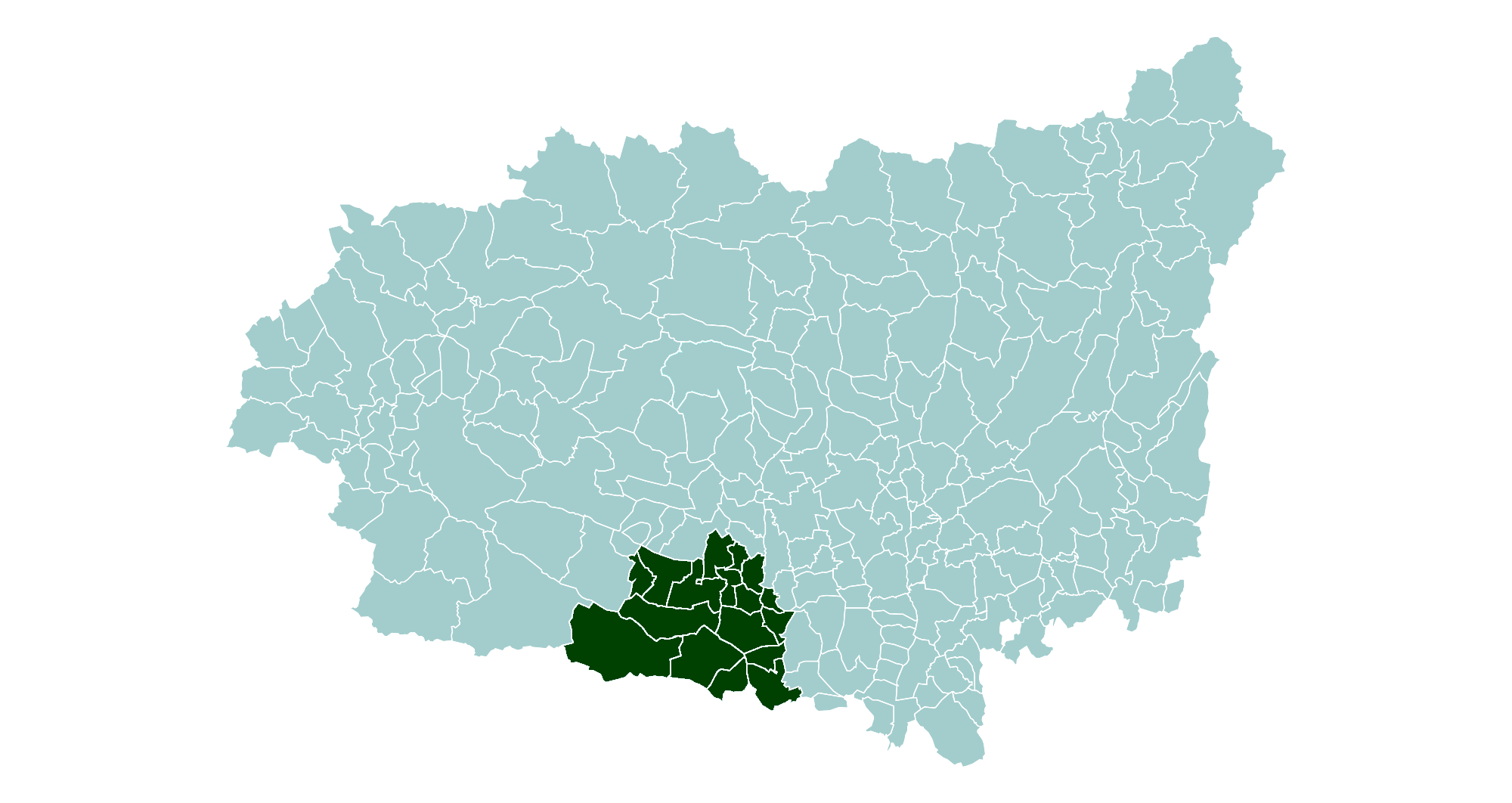
Situació de Tierra de la Bañeza dins la província de Lleó.

Tierra de La Bañeza és una comarca natural i històrica de la província de Lleó, en la comunitat autònoma de Castella i Lleó. La capital i principal centre urbà és la ciutat de La Bañeza.

## Context geogràfic
Ocupa la part mitjana de la vall del riu Órbigo i les valls d'alguns petits afluents del costat oest, amb una àrea total de 822,6 km².

## Demografia
La població censada en 2001 era de 24.355 habitants; segons dades oficials de l'INE havia baixat a 22.928 habitants en 2007.

## Subcomarques
Geogràficament se subdivideix a la Tierra de La Bañeza en quatre sub-comarques:
- La Vega del Órbigo-Tuerto, que inclou La Bañeza, i tres municipis als marges del riu Tuerto (Riego de la Vega, Santa María de la Isla, i Soto de la Vega) al nord, i cap al sud dos més al marge de l'Órbigo (Cebrones del Río i Regueras de Arriba);

- La Valduerna, a la vall del riu Duerna, amb Castrillo de la Valduerna, Destriana, Palacios de la Valduerna i Villamontán de la Valduerna;

- El Valdejamuz, amb Alija del Infantado, Quintana del Marco, Quintana y Congosto i Santa Elena de Jamuz;

- La Valdería, a la vall de l'Ería, amb Castrocalbón, Castrocontrigo i San Esteban de Nogales.

## Municipis de Tierra de La Bañeza
| municipi                    | àrea  | població (INE 2007) |
| --------------------------- | ----- | ------------------- |
| Alija del Infantado         | 52,3  | 893                 |
| Castrillo de la Valduerna   | 23,5  | 202                 |
| Castrocalbón                | 88,3  | 1.163               |
| Castrocontrigo              | 194,5 | 993                 |
| Cebrones del Río            | 21,2  | 606                 |
| Destriana                   | 56,2  | 657                 |
| La Bañeza                   | 19,7  | 10.777              |
| Palacios de la Valduerna    | 20,4  | 484                 |
| Quintana del Marco          | 23,4  | 497                 |
| Quintana y Congosto         | 88,3  | 608                 |
| Regueras de Arriba          | 11,3  | 355                 |
| Riego de la Vega            | 37,6  | 1.001               |
| San Esteban de Nogales      | 32,2  | 321                 |
| Santa Elena de Jamuz        | 62,3  | 1.291               |
| Santa María de la Isla      | 12,8  | 612                 |
| Soto de la Vega             | 23,6  | 1.888               |
| Villamontán de la Valduerna | 55,0  | 957                 |